# Národní památník Otce Marquetta
Národní památník Otce Marquetta vzdává hold životu a dílu Jacquese Marquetta, francouzského kněze a objevitele. Památník se nachází v Straits State Park poblíž St. Ignace v dnešním americkém státě Michigan. Marquette zde v roce 1671 založil jezuitskou misii a v roce 1678 zde byl pohřben. Budova muzea byla 9. března, 2000 zničena při požáru

## Dějiny

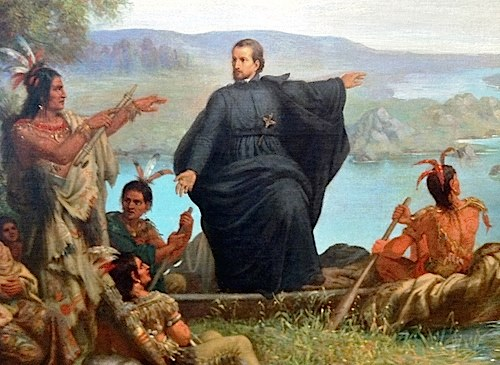
Fr. Jacques Marquette

Marquette dorazil do Nové Francie v 1666. U ostrova Mackinac založil osady v Sault Ste. Marie (v r.1668) a St. Ignace (v r. 1671).Bylo to nejstarší evropské osídlení Michiganu. Marquette žil v letech 1666 až 1675 mezi indiány Velkých jezer. Během těchto devíti let se naučil několik místních jazyků. Připojil se k výpravě Louise Jollieta, která prozkoumávala a mapovala splavné toky v povodí Tichého oceánu. Tato výprava objevila řeku Mississippi.
Expedice Marquetta a Jolieta prozkoumaly řeku Fox, tok řeky Mississippi až k Arkansasu, řeky Illinois a Chicago. Ústí řeky Mississippi se vyhnuly z obav před domorodci a ze strachu z konfrontace se španělskými kolonisty.

## Místo dnes
Poté, co byla budova muzea zničena požárem v roce 2000, tvoří hlavní budovu neuzavřená dřevěná konstrukce s kiosky uvnitř, V okolí je interpretační stezka.

## Administrativní historie
Památník je přidruženou oblastí National Park Service a vlastní ho a spravuje Michigan Department of Natural Resources. Národní památník byl dedikován 20. prosince 1975. Na rozdíl od většiny národních památníků tento není zapsán v Národním registru historických míst.